# Петровичи (Могилёвский район)
Петровичи (бел. Пятровічы) — деревня в составе Подгорьевского сельсовета Могилёвского района Могилёвской области Белоруссии.

## Географическое положение
Расположена в 16 км к юго-востоку от Могилёва и в 23 км к западу от города Чаусы. Рельеф равнинный.

## История
В 1909 году — посёлок в Голеневской волости Чаусского уезда Могилёвской губернии; 44 двора, 197 жителей. Относилась к Голеневскому православному приходу.

## Население
- 1999 год — 95 человек
- 2010 год — 81 человек